# 1599 w literaturze
Wydarzenia literackie w 1599 roku.

## Nowe książki
- polskie
  - Biblia Jakuba Wujka

## Zmarli
- 13 stycznia – Edmund Spenser